# Ångström (cráter)

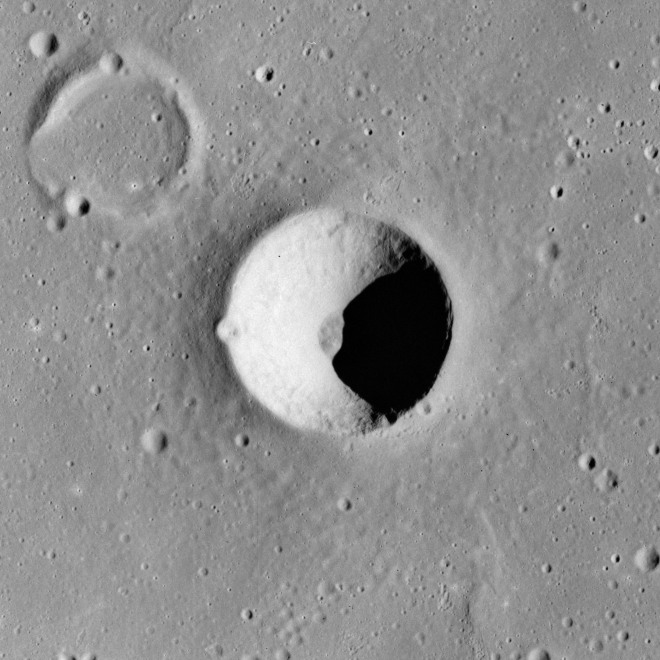
Cráter Ångström (imagen Apolo 15)

Ångström es un pequeño cráter de impacto lunar situado en la frontera entre el Oceanus Procellarum al oeste y el Mare Imbrium al este. Al sur se encuentra una formación de montañas que se elevan fuera del mar, denominadas Montes Harbinger. Al este se encuentran las dorsa Bucher y Argand. El cráter tiene forma de cuenco, con un borde circular y paredes interiores que se inclinan hacia la pequeña plataforma central. Tiene un albedo más alto que el mar de basalto que lo rodea.

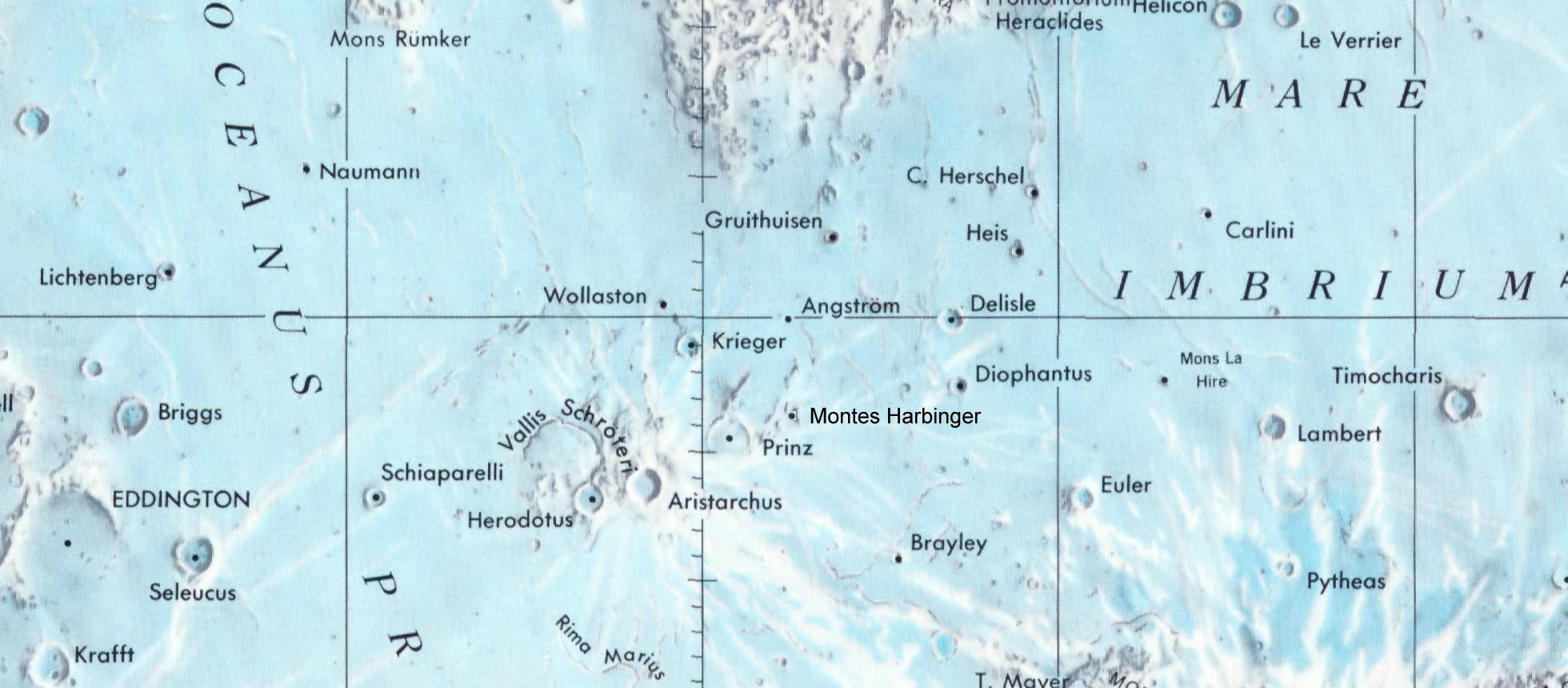
Localización de Ångström (centro de la imagen)

El cráter Ångström lleva el nombre del físico sueco Anders Jonas Ångström, uno de los fundadores de la ciencia de la espectroscopía.
|  |  |

## Cráteres satélite
Por la convención estas características son identificadas en mapas lunares poniendo la letra en el lado del punto medio del cráter que está más cerca Ångström.
|          | \| Ångström \| Coordenadas \| Diámetro \| \| -------- \| ----------------------------- \| -------- \| \| A \| 30°54′N 41°06′O / 30.9, -41.1 \| 6 km \| \| B \| 31°42′N 44°06′O / 31.7, -44.1 \| 6 km \| |          |
| Ångström | Coordenadas | Diámetro |
| A        | 30°54′N 41°06′O / 30.9, -41.1 | 6 km     |
| B        | 31°42′N 44°06′O / 31.7, -44.1 | 6 km     |